# Copa del Rey de fútbol 1921
La Copa del Rey de Fútbol de 1921 fue la decimonovena edición de la competición copera. El Athletic Club fue el equipo que acabó consiguiendo el triunfo final, el octavo de su cuenta particular. Se disputó en los meses de marzo, abril y mayo de 1921, con la participación de todos los equipos campeones de los torneos regionales disputados previamente en la temporada 1920-21.

## Equipos clasificados
Participaron en esta edición de la Copa los ganadores de los ocho torneos regionales que se disputaron en España durante la temporada 1920-21.
|  | Campeonato                       |                                  | Representante                    |  |
|  | Campeonato Regional de Asturias  | Campeonato Regional de Asturias  | Real Sporting de Gijón           |  |
|  | Campeonato de Cataluña           | Campeonato de Cataluña           | Foot-Ball Club Barcelona         |  |
|  | Campeonato Regional Centro       | Campeonato Regional Centro       | Athletic Club de Madrid          |  |
|  | Campeonato de Galicia            | Campeonato de Galicia            | Real Fortuna Foot-Ball Club      |  |
|  | Campeonato Regional de Guipúzcoa | Campeonato Regional de Guipúzcoa | Real Unión Club de Irún          |  |
|  | Campeonato Regional del Norte    | Campeonato Regional del Norte    | Athletic Club                    |  |
|  | Campeonato Regional Sur          | Campeonato Regional Sur          | Sevilla Foot-Ball Club           |  |
|  | Campeonato del Levante           | Campeonato del Levante           | Levante Foot-Ball Club de Murcia |  |

## Fase Final
Consistente en dos rondas a doble partido con los enfrentamientos decididos según la región de proveniencia del club. En caso de quedar empatados a victorias, se jugaba un partido de desempate en campo neutral. Los dos últimos contendientes se enfrentaron en la final a partido único en campo neutral.
|  | Cuartos de final          | Cuartos de final          | Cuartos de final          |   |                 | Semifinales             | Semifinales             | Semifinales             |  |                         | Final     | Final     |
|  | 27 de marzo - 17 de abril | 27 de marzo - 17 de abril | 27 de marzo - 17 de abril |   |                 | 17 de abril - 2 de mayo | 17 de abril - 2 de mayo | 17 de abril - 2 de mayo |  |                         | 8 de mayo | 8 de mayo |
|  |                           |                           |                           |   |                 |                         |                         |                         |  |                         |           |           |
|  | Fortuna de Vigo           | 5                         | 2                         |   |                 |                         |                         |                         |  |                         |           |           |
|  | Real Unión Club           | 1                         | 3                         |   |                 |                         |                         |                         |  |                         |           |           |
|  | Real Unión Club           | 1                         | 3                         |   | Real Unión Club | 1                       | 2                       |                         |  |                         |           |           |
|  |                           |                           |                           |   | Real Unión Club | 1                       | 2                       |                         |  |                         |           |           |
|  |                           | Athletic Club de Madrid   | 2                         | 5 |                 |                         |                         |                         |  |                         |           |           |
|  | Athletic Club de Madrid   | Athletic Club de Madrid   | 2                         | 5 |                 |                         |                         |                         |  |                         |           |           |
|  |                           |                           |                           |   |                 |                         |                         |                         |  |                         |           |           |
|  | F. C. Barcelona           |                           |                           |   |                 |                         |                         |                         |  |                         |           |           |
|  |                           |                           |                           |   |                 |                         |                         |                         |  | Athletic Club de Madrid | 1         |           |
|  |                           | Athletic Club             | 4                         |   |                 |                         |                         |                         |  |                         |           |           |
|  | Sevilla F. C.             | 2                         | 3                         |   |                 |                         |                         |                         |  |                         |           |           |
|  | Levante F.C. de Murcia    | 0                         | 0                         |   |                 |                         |                         |                         |  |                         |           |           |
|  | Levante F.C. de Murcia    | 0                         | 0                         |   | Sevilla F. C.   | 4                       | 1                       |                         |  |                         |           |           |
|  |                           |                           |                           |   | Sevilla F. C.   | 4                       | 1                       |                         |  |                         |           |           |
|  |                           | Athletic Club             | 2                         | 1 |                 |                         |                         |                         |  |                         |           |           |
|  | Athletic Club             | Athletic Club             | 2                         | 1 | 2               | 1                       |                         |                         |  |                         |           |           |
|  | Athletic Club             |                           |                           |   | 2               | 1                       |                         |                         |  |                         |           |           |
|  | Sporting de Gijón         | 1                         | 0                         |   |                 |                         |                         |                         |  |                         |           |           |

### Cuartos de final
Todas las eliminatorias de cuartos fueron disputadas de forma escalonada. Así inauguraron la fase final de la competición el Fortuna de Vigo y el Real Unión el 27 de marzo en Vigo. La vuelta se jugó en Irún el día 3 de abril, mismo día que se jugó el primer partido entre Athletic y Sporting de Gijón. La vuelta la jugarían el 10 de abril que también fue elegido para disputar, en Madrid, el desempate entre vigueses e irundarras y la ida de la eliminatoria entre Sevilla F. C. y los murcianos de la Sociedad Recreativa Levante. El último partido de cuartos sería la vuelta de esta eliminatoria el 17 de abril. Aunque restaba una eliminatoria por jugarse que debía enfrentar al F. C. Barcelona y al Athletic Club de Madrid, esta no llegó a disputarse puesto que la federación catalana había decidido no participar en la competición en protesta por el cambio de sede de la final de Sevilla a Bilbao.

#### Fortuna de Vigo - Real Unión
| 1.er Cuarto de final (Ida); 27 de marzo de 1921 | Fortuna de Vigo                           | 5:1     | Real Unión | Estadio de Bouzas, Bouzas  |                            |
|                                                 | Rodríguez 1T' 2T' · Posada 2T' · Polo 2T' | Reporte | Emery 1T'  | Árbitro(s): Bertrán de Lis | Árbitro(s): Bertrán de Lis |

| 1.er Cuarto de final (Vuelta); 3 de abril de 1921 | Real Unión                              | 3:2     | Fortuna de Vigo                 | Estadio de Amute, Fuenterrabía |                   |
|                                                   | Amantegui 7' · Jáuregui 27' · Emery 80' | Reporte | Bar 58' · Eguiazábal 80' (a.g.) | Árbitro(s): Ruete              | Árbitro(s): Ruete |

| 1.er Cuarto de final (1.er desempate); 10 de abril de 1921 | Real Unión                                           | 4:3     | Fortuna de Vigo                                   | Sin datos, Madrid  |                    |
|                                                            | René Petit 1T' (pen.) · Amantegui 2T' · Patricio 87' | Reporte | Rodríguez 10' · Posada 2T' · Sin datos 2T' (pen.) | Árbitro(s): Diesde | Árbitro(s): Diesde |

#### Athletic Club - Sporting de Gijón
| 3er Cuarto de final (Ida); 3 de abril de 1921 | Athletic Club               | 2:1     | Sporting de Gijón | Estadio de San Mamés, Bilbao |                       |
|                                               | José Mari 10' · Allende 40' | Reporte | Sin datos 2T'     | Árbitro(s): Berraondo        | Árbitro(s): Berraondo |

| 3er Cuarto de final (Vuelta); 10 de abril de 1921 | Sporting de Gijón | 0:1     | Athletic Club        | Estadio Municipal El Molinón, Gijón |                     |
|                                                   |                   | Reporte | Sin datos 75' (pen.) | Árbitro(s): Bidagor                 | Árbitro(s): Bidagor |

#### Sevilla F. C. - S. R. Levante
| 4º Cuarto de final (Ida); 10 de abril de 1921 | Sevilla F. C. | 2:0     | Sociedad Recreativa Levante | Estadio Reina Victoria, Sevilla |                            |
|                                               | Sin datos     | Reporte |                             | Árbitro(s): Bertrán de Lis      | Árbitro(s): Bertrán de Lis |

| 4º Cuarto de final (Vuelta); 17 de abril de 1921 | Sociedad Recreativa Levante | 0:3     | Sevilla F. C. | Sin datos, Murcia   |                     |
|                                                  |                             | Reporte | Sin datos     | Árbitro(s): Montero | Árbitro(s): Montero |

### Semifinales
Al haber un equipo clasificado para las semifinales, se aprovechó la última fecha de cuartos para jugar la ida de la primera semifinal entre el equipo exento de cuartos, el Athletic de Madrid, y la Real Unión. Siendo la ida disputada el 17 de abril en Irún, la vuelta se jugó el 24 de abril en Madrid. El 1 y 2 de mayo se jugaron los partidos entre el Athletic Club y el Sevilla en Madrid. Aunque los resultados le daban el pase a la final al Sevilla F. C., estos partidos tuvieron un carácter meramente amistoso ya que el Sevilla F. C. jugó a sabiendas con cuatro jugadores no alineables según las normas de la competición. Estos no llevaban en el club hispalense el mínimo tiempo necesario para disputar la Copa del Rey, habiendo jugado en esa misma temporada en el Real Betis. Los resultados de esos encuentros intrascendentes fueron 4 a 2 y 1 a 1 para el Sevilla F. C.

#### Real Unión - Athletic de Madrid
| 2ª Semifinal (Ida); 17 de abril de 1921 | Real Unión   | 1:2     | Athletic de Madrid | Estadio de Amute, Fuenterrabía |                   |
|                                         | Patricio 2T' | Reporte | Tuduri 1T'         | Árbitro(s): Peris              | Árbitro(s): Peris |

| 2ª Semifinal (Vuelta); 24 de abril de 1921 | Athletic de Madrid                     | 5:2     | Real Unión          | Sin datos, Madrid   |                     |
|                                            | Olalquiaga 65' (pen.) 2T' · Triana 2T' | Reporte | Patricio 1T' (pen.) | Árbitro(s): Torrens | Árbitro(s): Torrens |

### Final
Con un Bilbao en extásis se celebró esta final que enfrentaba a dos clubes que antiguamente habían sido el mismo. Con un Estadio de San Mamés abarrotado saltaron al césped el Athletic Club vestido de su ya por entonces tradicional rojo y blanco y el Athletic de Madrid vestido con su segunda equipación. Y así el partido comenzó con unos minutos de tanteo entre ambos equipos que se tradujo en un juego sin ocasiones de gol. La primera ocasión de gol, aunque tímida, fue un tiro lejano de Sabino Bilbao que atajo el portero madrileño. Y así pasaron bastantes minutos en los que ambos equipos no se hacían con el control del partido aunque disfrutaban de algunas ocasiones. Recién cumplida la media hora de juego, Laca aprovechó una pelota y la envió al fondo del marco «athletico». Poco duraría la alegría bilbaína puesto que «Monchín» Triana en el minuto 38 empataría. Tres minutos después Gómez-Acedo pondría el 2-1 en el marcador tras anotar un penalti. Así terminó la primera parte en la que ningún equipo mostró un dominio claro. En la segunda las cosas fueron distintas ya que el equipo local salió en tromba aprovechándose de un equipo contrario muy tocado por el gol encajado casi al final de la primera parte. Hubo un par de sustos por parte de los visitantes pero en los minutos 68 y 73 llegaron los goles que mataron el partido. Y hasta el final ya poca historia hubo. Octavo título para los de Bilbao que lo celebraron en su casa delante de su afición.
| 1     | POR   | Rivero                 |  |
| 2     | DEF   | Beguiristaín           |  |
| 3     | DEF   | Luis Hurtado           |  |
| 4     | MED   | Pacho Belauste         |  |
| 5     | MED   | José María Belauste    |  |
| 6     | MED   | Sabino Bilbao          |  |
| 7     | DEL   | Villavaso              |  |
| 8     | DEL   | Rafael Moreno Pichichi |  |
| 9     | DEL   | Antón Allende          |  |
| 10    | DEL   | José María Laca        |  |
| 11    | DEL   | Domingo Gómez-Acedo    |  |
| D. T. | D. T. | Billy Barnes           |  |

| 1     | POR   | Francisco Durán              |  |
| 2     | DEF   | Ramón Olalquiaga             |  |
| 3     | DEF   | Miguel Durán Pololo          |  |
| 4     | MED   | Fco. Martínez de la Escalera |  |
| 5     | MED   | Desiderio Fajardo            |  |
| 6     | MED   | Jesús Olarreaga              |  |
| 7     | DEL   | Ramón Amann                  |  |
| 8     | DEL   | Andrés Tuduri                |  |
| 9     | DEL   | Monchín Triana               |  |
| 10    | DEL   | Ángel del Río                |  |
| 11    | DEL   | Luis Olaso                   |  |
| D. T. | D. T. | Vincent Hayes                |  |

|       | 29' | J. M. Laca  | 1-0 |
| Penal | 41' | Gómez-Acedo | 2-1 |
|       | 68' | Gómez-Acedo | 3-1 |
|       | 73' | J. M. Laca  | 4-1 |

|  | 38' | Monchín Triana | 1-1 |

| Árbitro:           | Berraondo |
| Reporte (página 7) |           |

| 1     | POR   | Rivero                 |  |
| 2     | DEF   | Beguiristaín           |  |
| 3     | DEF   | Luis Hurtado           |  |
| 4     | MED   | Pacho Belauste         |  |
| 5     | MED   | José María Belauste    |  |
| 6     | MED   | Sabino Bilbao          |  |
| 7     | DEL   | Villavaso              |  |
| 8     | DEL   | Rafael Moreno Pichichi |  |
| 9     | DEL   | Antón Allende          |  |
| 10    | DEL   | José María Laca        |  |
| 11    | DEL   | Domingo Gómez-Acedo    |  |
| D. T. | D. T. | Billy Barnes           |  |

| 1     | POR   | Francisco Durán              |  |
| 2     | DEF   | Ramón Olalquiaga             |  |
| 3     | DEF   | Miguel Durán Pololo          |  |
| 4     | MED   | Fco. Martínez de la Escalera |  |
| 5     | MED   | Desiderio Fajardo            |  |
| 6     | MED   | Jesús Olarreaga              |  |
| 7     | DEL   | Ramón Amann                  |  |
| 8     | DEL   | Andrés Tuduri                |  |
| 9     | DEL   | Monchín Triana               |  |
| 10    | DEL   | Ángel del Río                |  |
| 11    | DEL   | Luis Olaso                   |  |
| D. T. | D. T. | Vincent Hayes                |  |

|       | 29' | J. M. Laca  | 1-0 |
| Penal | 41' | Gómez-Acedo | 2-1 |
|       | 68' | Gómez-Acedo | 3-1 |
|       | 73' | J. M. Laca  | 4-1 |

|  | 38' | Monchín Triana | 1-1 |

| Árbitro:           | Berraondo |
| Reporte (página 7) |           |

|                       |
| Campeón Athletic Club |
| Octavo título         |